# Апфельштедт (река)
Апфельштедт (нем. Apfelstädt) — небольшая река в земле Тюрингия в Германии.
Исток реки находится на высоте 734 метра над уровнем моря. Протяжённость реки Апфельштедт составляет примерно 34 километра. Площадь бассейна реки равна 372,2 км². Её главным притоком является река Ора.
Река Апфельштедт впадает в реку Гера близ города Эрфурт.
К началу XX века, на реке стояло более пятидесяти водяных мельниц. в непромышленных масштабах рыбаки-любители ловят в Апфельштедте рыбу. В некоторых местах ширина и глубина реки позволяет кататься по реке на байдарках.
Через речку построен знаменитый в Германии мост Мариенталь имеющий историческую ценность.

## Апфельштедт в «ЭСБЕ»
В конце XIX — начале XX века Энциклопедический словарь Брокгауза и Ефрона так описывал эту реку на своих страницах:

«Апфельштедт — левый приток Геры в герцогстве Саксен-Гота, начинается на гребне Тюрингенского леса при Реннстейге, проходит мимо Тамбаха, Георгенталя, где он слева дает начало каналу Лейны, своему рукаву, направляющемуся с одной стороны к Лейне, с другой к Нессе, этим двум правым притокам Герселя, идущего к Верре; далее А. течет мимо Вандерслебена, Апфельштедта, Дитендорфа (старый Дитендорф на правом, новый на левом берегу) и деревни Ингерслебен, увековеченной Густавом Фрейтагом в его „Предках“ („Ahnen“) и на полпути между Арнштадтом и Эрфутом; выше Мебиусбурга впадает в Геру».